# Marie Festetics
Marie comtesse Festetics de Tolna (en hongrois : Mária Festetics), née le 20 octobre 1839 à Tolna, comté de Tolna, en Hongrie, et morte le 17 avril 1923 à Söjtör, comté de Zala, en Hongrie, est une dame d'honneur de l'impératrice autrichienne Élisabeth de Wittelsbach et une femme de lettres. Elle est issue de la famille Festetics de Tolna.

## Biographie

### Contexte familial
Maria Festetics est le huitième enfant de Sándor Festetics, comte de Tolna (1805-1877) et de son épouse Maria Josefa, baronne von Boxberg (1810-1892). Son père était au service militaire de l'Empire autrichien. Josefa von Boxberg n'a jamais appris la langue hongroise (en dépit du fait qu'elle a passé presque toute sa vie en Hongrie). Cependant, les enfants étaient bilingues (allemand et hongrois).
Marie Festetics a passé son enfance à Tolna, (comté de Tolna). Après que la famille eut des difficultés financières, la propriété de Tolna a dû être abandonnée et les Festetics ont déménagé à Söjtör (comté de Zala).

### Dame d'honneur de l'impératrice Élisabeth
Ayant grandi à Söjtör, elle a eu beaucoup de contacts avec les politiciens hongrois Ferenc Deák  et Gyula Andrássy. En décembre 1871, à l'instigation de Deák et Andrássy, Marie est nommée dame d'honneur de l'impératrice. Elle a longtemps hésité avant d'accepter cette fonction, craignant de ne plus pouvoir mener sa propre vie et elle avait entendu des rumeurs sur le caractère difficile de l'impératrice. Cependant, elle a vite apprécié Élisabeth et l'a adorée toute sa vie. Elle a dû rejeter plusieurs propositions de mariage à la demande ou sur ordre de l'impératrice, qui ne voulait pas se passer d'elle. À la cour viennoise, hormis l'Impératrice, elle n'a eu que des contacts étroits avec sa compatriote Ida Ferenczy. La belle-mère d'Elisabeth, l'archiduchesse Sophie, détestait les Hongrois, les considérant comme des rebelles et punissait la dame d'honneur hongroise avec mépris.

### Œuvre littéraire
Les journaux de Marie Festetics sont une source historique précieuse, dans laquelle elle décrit en détail la vie à la cour impériale et, surtout, celle de l'impératrice. Contrairement à de nombreuses autres sources, l'agenda Festetics est accessible au public. Il est conservé dans la Bibliothèque nationale Széchényi à Budapest.
Le biographe d'Elisabeth, Egon Corti a particulièrement mis l'accent sur l'extraordinaire connaissance de Marie Festetics de la nature humaine, qui transparaît dans ses notes. Corti écrit :« Il est remarquable de voir comment cette femme sent toujours à l'avance quelles personnalités auront plus tard une influence malheureuse pour sa maîtresse. La comtesse inscrit sa préoccupation dans le journal le jour même où les personnalités entrent dans la vie de l'impératrice; ce n'est donc pas une réflexion après coup, mais montre plutôt que cette femme a le bon instinct, un œil extrêmement vif pour l'observation et d'excellents dons intellectuels. Si Frau von Ferenczy est indéfiniment fidèle, simple et dévouée, alors la comtesse Festetics est sans aucun doute la femme la plus intellectuellement supérieure et la plus astucieuse du cercle qu'Élisabeth rassemble progressivement autour d'elle. »
Malgré toute l'admiration et la loyauté, Marie Festetics critique souvent le comportement de l'impératrice et déclare vers 1873 : « C'est une fanatique et sa principale occupation est de ruminer. [...]. Elle avait besoin de quelque chose à faire, et comme la seule qu'elle avait est contraire à sa nature, tout est oisif en elle. ». Quant à Corti, il déclare « La comtesse ne se lasse pas de penser à sa maîtresse. »
Au fil des ans, Marie est devenue la dame d'honneur la plus populaire d'Elisabeth (aux côtés d'Ida von Ferenczy, qui portait le titre de « lectrice de l'impératrice ») et devient sa compagne constante. Le travail de dame d'honneur, auprès d'Élisabeth qu'elle a dû accompagner dans ses nombreux voyages et randonnées, est devenu trop épuisant pour Marie Festetics au fil des ans. Par conséquent, en janvier 1883, Charlotte von Majlath est nommée dame de la cour et compagne de l'impératrice à la cour viennoise. En 1890, une autre Hongroise, la comtesse Janka Mikes, âgée de 24 ans, fut nommée dame d'honneur, et semblait mieux adaptée aux grandes ambitions sportives de l'impératrice. Elle fut suivie en 1894 par Irma Sztáray en tant que dame d'honneur et compagne de marche de l'impératrice. Marie Festetics a été transférée au « back office » avec Ida von Ferenczy.
Marie Festetics, désespérée du meurtre d'Élisabeth, écrit à Ida Ferenczy : « Nous allons encore beaucoup pleurer ensemble, Ida, la meilleure nous appartenait. Personne ne nous volera cela, c'est un joyau - nous l'avons toujours aimée, pas comme beaucoup de gens qui ne l'ont compris que lorsque le poignard a percé son cœur. »

### Dernières années
Après la mort de l'impératrice, Marie Festetics doit quitter son appartement de la Hofburg. Elle emménage dans un appartement du troisième arrondissement de Vienne qu'elle avait acheté plus tôt. Ida von Ferenczy, qui a connu le même sort, vivait dans un appartement voisin. Après la mort de l'impératrice, Marie Festetics a passé beaucoup de temps dans son domaine à Söjtör, elle a effectué des voyages, elle a visité de nombreux endroits qu'elle avait autrefois visités avec Élisabeth. Elle passait généralement les hivers à Vienne, dans son appartement de la Reisnerstrasse. L'empereur François-Joseph lui rendait visite chaque année peu après le nouvel an. Elle a vendu son appartement à Vienne peu de temps avant sa mort, qui s'est produite à Söjtör.

## Divers
Le biologiste Antal Festetics est le petit-neveu de Marie Festetics.